# محافظة الطوال
الطوال هي محافظة سعودية تقع على الحدود السعودية اليمنية، وتتبع لإمارة منطقة جازان جنوب غرب المملكة العربية السعودية، ويوجد بها منفذ جمرك الطوال الرابط بين المملكة العربية السعودية والجمهورية اليمنية.

## المناخ
مناخ الطوال مداري ودرجة حرارتها مرتفعة نسبياً طوال العام، وتهطل الأمطار الموسمية في فصل الصيف.

## السكان
بلغ عدد سكان محافظة الطول (36,259) نسمة حسب تعداد السعودية 2022، عدد السعوديين (30,941) نسمة، وعدد غير السعوديين (5,318) نسمة.

## منفذ الطوال
تشتهر الطوال بمنفذها الذي يربط بين السعودية واليمن ويعد منفذاً مهماً للتبادل التجاري بين البلدين، حيث يرد عبره ما يقارب 60 % من البضائع اليمنية إلى السعودية، بالإضافة إلى عبوره من قِبل المسافرين وكذلك القادمين لأداء فريضة الحج أو العمرة. المنفذ متوقف حالياً منذ عملية عاصفة الحزم ويقتصر استخدامه على عبور المساعدات الإنسانية.

## النشاط الزراعي
نظراً لخصوبة الأرض في الطوال ووجود وادي تعشر فقد قام في الطوال نشاط زراعي يعتمد على مياه الأمطار والسيول والآبار الارتوازية، ومن المحاصيل الزراعية التي تنتجها الطوال الذرة الرفيعة والدخن والسمسم والخضروات.

## التعليم
افتتحت أول مدرسة ابتدائية في مدينة الطوال مركز المحافظة سنة 1381هـ، وكان يدرس بها الطلاب من القرى المجاورة للمدينة، وبعد ذلك أُنشئت مدارس للبنين والبنات في معظم القرى، وتصل نسبة المدارس الحكومية إلى 70% من إجمالي المدارس بالمحافظة.

## الخدمات والمرافق
يوجد بالمحافظة مركز للإمارة ومركز للدفاع المدني ومركز للشرطة وقيادة لقطاع حرس الحدود وجوازات وجمرك الطوال وفرقة عسكرية ومكتب للبريد ومحكمة شرعية وهيئة للأمر بالمعروف والنهي عن المنكر وبلدية وأربعة مراكز للرعاية الأولية وفرقة للهلال الأحمر السعودي ونادي اجتماعي ومستشفى عام.

## المراكز والقرى التابعة لها
مركز الموسم والقرى التابعة له
القرى التي تتبع محافظة الطوال:
- النجامية
- المباركة (والمسماة سابقآ عنطوطة)
- العافية (ماغص سابقاً)
- القرن
- العكرة
- الشمهانية (الشمهانية العليا، الشمهانية السفلى)
- الخوجرة
- المحرقة السفلى والمحرقة العليا
- الجيانية
- أبو المض
- خلفة أبو المض
- قرية الواسط
- الحجفار
- عببه
- الحضرور
- قرية الدوح
- قرية بني الخال
- السعدية
- شعب الذئب
- المصفق
- المكنبل
- وعلان
- خلفة وعلان
- المِجَنَّة
- جلبان
- المبخرة
- ام القطب
- أبو الضبرة
- أبو الرديف
- المعزاب
- السرداح
- صيابة
- الغاوية(غاوية بني حُمّد)
- الكرس
- قرية الروايا
- قرية القرة
- الحقلة
- شعب ال دهمي
- المجروب
- قرية شطفة
- قرية الحرف
- قرية الدوحة
- العطايا
- الجبوح